# Двійковий програмний інтерфейс
Двійковий програмний інтерфейс, чи двійковий інтерфейс застосунків (англ. Application Binary Interface, англ. ABI) — низькорівневий, на рівні машинних кодів, інтерфейс взаємодії між прикладною програмою (чи будь-яким іншим типом програм) та операційною системою, бібліотеками або іншою програмою на даній платформі.

## Визначення
Двійковий програмний інтерфейс визначає тип, розмір та вирівнювання типів даних, формат передачі аргументів під час виклику і завершення функції, формат системних викликів, формати виконуваних файлів, файлів бібліотек, об'єктних файлів і т.п. Деякі ABI описують перетворення імен функцій (наприклад в C++) та підтримку винятків.
Двійковий програмний інтерфейс відрізняється від прикладного програмного інтерфейсу (англ. API) тим, що API визначає інтерфейс взаємодії на рівні початкового коду, забезпечуючи можливість компіляції коду на будь-якій платформі. У свою чергу, ABI дозволяє скомпільованому об'єктному коду функціонувати без змін на будь-якій платформі, де використовується та ж конфігурація ABI.